# Clausicella suturata
Clausicella suturata är en tvåvingeart som beskrevs av Camillo Rondani 1859. Clausicella suturata ingår i släktet Clausicella och familjen parasitflugor. Inga underarter finns listade i Catalogue of Life.